# Setodius edmontonus
Setodius edmontonus är en skalbaggsart som beskrevs av Brown 1929. Setodius edmontonus ingår i släktet Setodius och familjen Aphodiidae. Inga underarter finns listade i Catalogue of Life.